# Lepidozona ferreirai
Lepidozona ferreirai är en blötdjursart som beskrevs av Kaas och Van Belle 1987. Lepidozona ferreirai ingår i släktet Lepidozona och familjen Ischnochitonidae.
Artens utbredningsområde är Filippinerna. Inga underarter finns listade i Catalogue of Life.